# USS Maine (SSBN-741)
El USS Maine (SSBN-741) es el decimosexto submarino de la clase Ohio y el cuarto navío de la Armada de los Estados Unidos en llamarse Maine. 
El contrato de construcción se firmó con General Dynamics Electric Boat en Groton, Connecticut el 5 de octubre de 1988 y su quilla se colocó el 3 de julio de 1990. El Maine fue botado el 16 de julio de 1994, la entrega a la Armada se produjo el 23 de junio de 1995 y entró en servicio el 29 de julio de 1995.
El Maine tiene su puerto base en la Base Naval Kitsap, Silverdale, Washington.

## El Maine en la ficción
- El Maine aparece en la novela de suspense de Tom Clancy The Sum of All Fears. Al final, como se anula el DEFCON 1, el Maine es destruido por el submarino soviético Admiral Lunin.